# Kira (prenda)

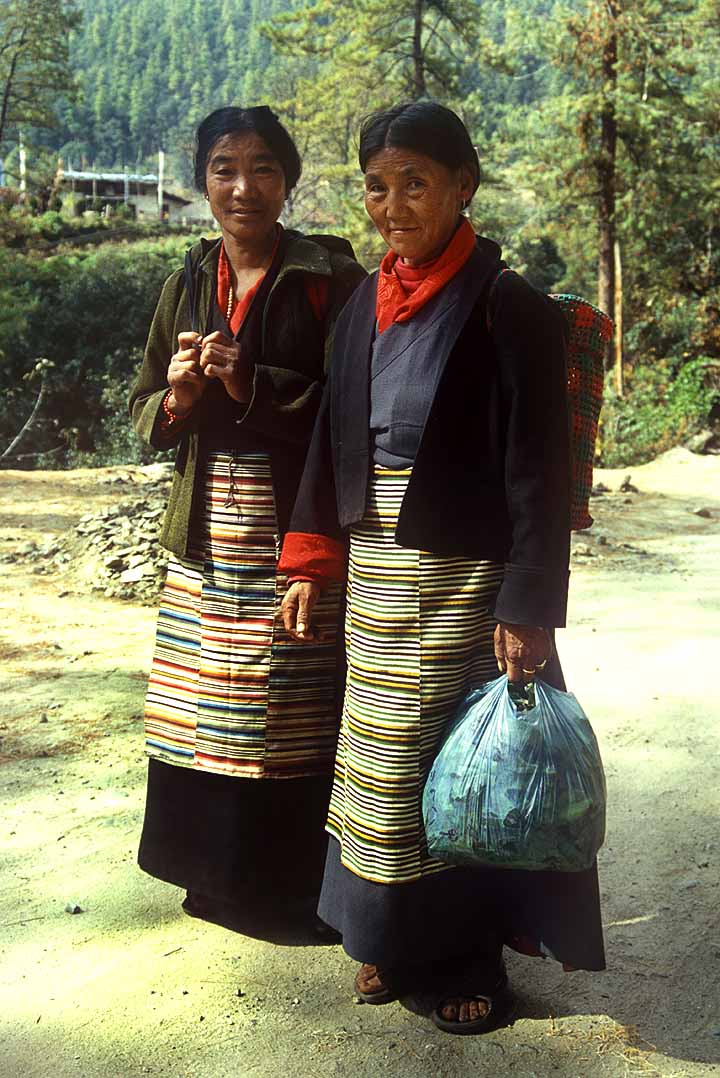
Mujeres de Bután con la kira.

La kira es el vestido tradicional que llevan las mujeres en el Reino de Bután.
La kira consiste en un amplio y largo vestido rectangular que llega hasta los tobillos y que se lleva sobre una blusa de manga larga, llamada wonju. Va sujeto mediante un broche plateado en cada hombro (llamado koma) y se ata a la cintura. Sobre la kira se lleva una chaqueta corta de seda llamada tego. La kira que se lleva todos los días es de algodón o lana mientras que exclusivamente para las ocasiones especiales solo se lleva una de seda. 
El estatus social se distingue por medio de las texturas, brillantes colores y adornos que embellecen la prenda.
Se recuerda a todos los ciudadanos de Bután que, según el código para la indumentaria nacional (driglam namzha) deben llevarse en público las vestimentas tradicionales. 
Junto con la kira se usa el rachu, un tipo de chal o paño bordado estrecho que se lleva sobre el hombro izquierdo y que termina en flecos.